# Vingner
Vingner eller Vingne (fornvästnordiska Vingnir) är ett mytologiskt namn med oklar betydelse. 
- I Vafþrúðnismál 51 är Vingner ett namn på Tor. I strofen sägs Mode och Magne ärva hammaren Mjölner sedan ”Vingner” (=Tor) dukat under i Ragnarök. Jan de Vries gissade med ledning av isländskans vingla och vingsa att Vingnir som Torsnamn kan ha betytt ”hammarsvingaren” (Schwinger der Blitzwaffe).[1] Samma gissning framfördes även av Åke Ohlmarks.[2] Vingnir kan också vara härlett från Vingtor (Vingþórr), som nämns som Torsnamn i Þrymskviða 1 och i Allvíssmál 6. Vingtor har översatts ”strids-Tor” eller ”den kämpande Tor”, men också denna tydning är osäker.[1][3]
- I Skáldskaparmál 4 sägs Vingner vara namnet på Tors fosterfar. Hans fostermor heter Hlóra. Men i prologen till Snorres Edda heter fosterfadern Loricus och fostermodern Lora eller Glora.
- I tulorna är Vingner ett namn på Oden.[4] Filologen Hjalmar Falk ansåg att detta Odensnamn kan ha uppstått genom en felskrivning i Vafþrúðnismál 53 i Codex Regius, där det står att Fenrisulven vid Ragnarök slukar Oden, men Vidar klyver ulvens gap vingnis vígi at i stället för vitnis vigi at.[5] Odensnamnet Vingner (Vingnir) har föreslagits betyda ”vapenskakaren”, ”den vapenskakande guden”.[3]
- I drapan Höstlång (Haustlǫng), strof 19, är Vingner namn på en jätte.[6] Vingner listas också som jättenamn i tulorna.[7] Detta namn kan anknytas till ving/ull syftande på en kraftig person, kanske också en dumbom.[1]
- I tulorna nämns Vingner också som ett oxnamn.[8]